# 曼努埃爾·蒙特
曼努埃尔·弗朗西斯科·安东尼奥·胡利安·蒙特·托雷斯 (西班牙語：Manuel Francisco Antonio Julián Montt Torres，西班牙語發音：[maˈnwel ˈmont]; 1809年9月4日—1880年9月21日) ，智利学者、律师、政治家，1851年至1861年担任第5任智利总统。

## 總統生涯
1851年，蒙特當選智利總統，任期直到1861年。继任者是温和派保守党人何塞·华金·佩雷斯·马斯卡亚诺接任总统职务。

## 卸任總統
蒙特离任后，转任智利最高法院院长，1880年9月21日，蒙特在圣地亚哥逝世，享年71岁。湖大区的首府被命名为蒙特港以向他示敬意。
蒙特的侄子豪尔赫·蒙特·阿尔瓦雷斯曾于1891年至1896年担任智利总统，另外，蒙特的长子佩德罗·蒙特·蒙特曾于1906年至1910年担任智利总统。